# 莫哈末尼占
莫哈末尼占·惹化（1966年8月3日—），是一名马来西亚军官，自2025年1月起任第23任武装部队总司令。

## 早年和教育
莫哈末尼占·惹化于1996年8月3日在柔佛新山出生。他毕业自桑赫斯特皇家军事学院，也曾出国进修各种专业课程，包括孟加拉国初级指挥和参谋学院课程；巴基斯坦中期职业管理课程、美国莱文沃思堡的美国陆军指挥参谋学院，以及法国三军防务学院。他也从布城国防教育中心的国防学院结业，获颁国家韧力学院（NRC）奖项。莫哈末尼占还拥有诺丁汉大学工商管理硕士学位，并获颁马来西亚国防大学院士资格。

## 军事生涯
莫哈末尼占的军事生涯始于担任皇家马来兵团第19机械化步兵营的排长。随后陆续担任陆军副司令（1989-1990）、武装部队总司令（1990-1992）和第14任最高元首（2011-2016）的侍从官。
莫哈末尼占还曾担任陆军第2步兵旅司令，随后被任命为波德申陆军训练与条令指挥部(MPLDTD)训练行政主任。在担任马来西亚武装部队司令部军人事务处副参谋长(AKS PA)之前，他曾担任国防学院院长。
在国际方面，莫哈末尼占作为首名被选中参加美国蒙特雷全球和平行动倡议(GPOI)和平支援行动特遣队指挥官课程的高级陆军军官，创造历史，之后被任命为马来西亚驻黎巴嫩维和部队(MALBATT)2的指挥官。
2025年1月31日，莫哈末尼占被任命为第23任武装部队总司令，接替莫哈末阿都拉曼。他的任命打破了历史传统，因为武装部队总司令不是从陆军、皇家海军和皇家空军现任司令中选出的。他的军衔也从中将晋升为上将。

## 荣誉

### 国内荣誉
- 马来西亚 :
  -  护国领袖勋章 (PMN) – 丹斯里 (2025)[6]
  -  皇家领袖勋章 (PSD) – 拿督 (2014)[7]
  -  护国丞官勋章 (KMN) (2010)[8]
  -  效忠服务奖章(PPS)[註 1]
  -  公共服务奖章 (PPA)[註 2]
  -  联合国黎巴嫩特派团服务奖章 (PNBB)
- 马来西亚武装部队 :
  -  国防效忠将领勋章 (PSAT)
  -  国防勇士奖章 (PAT)
  -  马来西亚英勇奖章 (PJM)
- 聯邦直轄區 :
  -  联邦直辖区拿督勋章 (PMW) – 拿督 (2012)[9]
- 吉打 :
  -  吉打皇家效忠拿督勋章 (DSDK) – 拿督 (2014)[10]
  -  吉打皇家效忠丞官勋章 (SDK) (2008)[11]
  -  吉打卓越服务星章 (BCK) (2002)[12]
- 彭亨 :
  -  彭亨王冠丞官勋章 (SMP) (2005)[13]

### 外国荣誉
- 联合国 :
  -  联刚特派团维和勋章